# تژاو
تژاو در شاهنامه پهلوانی تورانی و داماد افراسیاب شاه توران است. در اولین جنگی که به کین خواهی سیاوش درگرفت گیو او را زنده به کمند گرفت و به کین برادرش بهرام کشت.

## تژاو در جنگ با ایرانیان
در حملات تلافی جویانهٔ ایرانیان به رهبری طوس فرصت نبرد با تژاو پیش آمد که محل مرزبانی او دژ یا شهردژی بود بنام گروگرد. با نزدیک شدن سپاه ایران، تژاو شبانه چوپانی کبوده را به جاسوسی و شناسایی به اردوی ایرانیان فرستاد تا به استعداد و نفرات ایرانیان پی‌ببرد تا در نبرد پیش‌دستی کند. اما کبوده در این کار خبره نبود و همان شب بدام بهرام افتاد وکشته شد. تژاو از دیر کردن کبوده نگران شد:
| غـمـی شـد دل مـرد پـرخـاشجـوی |  | بـدانـست کـاو را بــد آمـد بـه روی |
| برآمد خروش خروس و چکاو        |  | کبوده نیامد به نزد تژاو            |
| سپاهی که بودند با او بخواند   |  | وزان جایگه تیز لشکر براند          |
| تژاو سپهبد بشد با سپاه        |  | به ایران خروش آمد از دیده‌گاه       |
| که آمد سپاهی ز ترکان به جنگ   |  | سپهبد نهنگی درفشی پلنگ             |
| ز گردنکشان پیش رفت گیو        |  | تنی چند با او ز گردان نیو          |

تژاو در حمله پیش‌دستی نمود و با درفش پلنگ نشان به اردوی ایرانیان زد، اما گیو دیگر سرداران به مقابل او آمدند و با تهدیدات همدیگر را مخاطب قرار دادند. از ایرانیان با خشم سرکرده سپاه پرسیده شد و جواب شنید: کنون خواهی دید رزم شیرسوار در جهان، نامم تژاو، نژادم از ایران، تخمهٔ شیران. اکنون مرزبان این کشورم و داماد شاه .
| به گیتی تژاوست نام مرا         |  | به هر دم بر آرند کام مرا   |
| نژادم به گوهر از ایران بُدست    |  | ز گردان وز پشت شیران بُدست  |
| کنون مرزبانم بدین تخت و گاه    |  | نگین بزرگان و داماد شاه    |
| بدو گفت گیو این که گفتی مگوی   |  | که تیره شود زین سخن آبروی  |
| از ایران به توران که دارد نشست |  | مگر خوردنش خون بود گر کبست |